# Myrmarachne foreli
Myrmarachne foreli är en spindelart som beskrevs av Roger de Lessert 1925. Myrmarachne foreli ingår i släktet Myrmarachne och familjen hoppspindlar. Inga underarter finns listade i Catalogue of Life.